# Ps
ps – program komputerowy konsoli Uniksa wyświetlający listę procesów aktualnie uruchomionych w systemie, do których użytkownik wykonujący ma dostęp. 
Parametr l wymusza szczegółowe dane (w formie długiej), a parametr A wyświetla wszystkie procesy działające na serwerze (bez niego pokazywane są tylko procesy aktualnie zalogowanego użytkownika). Na przykład kombinacja parametrów aux lub -ef wyświetlająca najczęściej używane procesy (a), nawet te bez ustalonego terminala (x), podająca który użytkownik uruchomił proces (u).

## Przykład użycia
```
$ ps
PID TTY          TIME CMD
7431 pts/0    00:00:00 su
7434 pts/0    00:00:00 bash
18585 pts/0    00:00:00 ps
```

Wyświetlenie drzewa procesów:
```
$ ps -ejH
```

Wyświetlenie wszystkich procesów roota:
```
$ ps -U root -u root u
```